# Schulporträts
Schulporträts (auch in der Schreibweise Schulportraits) sind ein Versuch, qualitativ hochwertig und normiert Informationen über Schulen zu präsentieren. Insofern sind sie ein Teil ministerieller Bildungsberichterstattung. Schulporträts stellen nach verbindlichen Merkmalen ausgewählte statistische Daten und von Schulen selbst aufbereitete Informationen im Internet als Website bereit.
Sie richten sich an Eltern, Lehrer, Schüler, Partner von Schulen am Ort sowie im In- und Ausland und an die allgemeine Öffentlichkeit. In den Bundesländern, die Schulporträts betreiben, wurden Schulen zur Bearbeitung ihrer Schulporträts von den zuständigen Ministerien dienstlich angewiesen.
Abzugrenzen sind diese verbindlichen Schulporträts von kommerziellen Angeboten, z. B. Schulkompass von Focus-Schule oder SchulRadar sowie einfachen Schulsuchfunktionen, die wenig mehr als eine Schuladresse bieten.

## Funktion
Schulen können Schulporträts und deren Merkmalskatalog zur Berichterstattung über eigene Projekte und Entwicklungsprozesse nutzen.
Dargestellt werden häufig neben den statistischen Daten auch pädagogische Zusatzinformationen, z. B. besondere inhaltliche Profile, die von den Schulen selbst ergänzt werden. Bundesländern handhaben unterschiedlich, in welchem Umfang Daten veröffentlicht werden. Im Rahmen einer verstärkten Schulautonomie können Schulporträts auch eine Form der Rechenschaftslegung (z. B. in Verbindung mit aggregierten Daten für die Schulaufsicht) bieten. Nutzer können sich auf den Internetseiten durch die Schulporträts über Schulen informieren und so gegebenenfalls eine Entscheidung über die zu besuchende Schule treffen.
Welche Auswirkungen die Veröffentlichung von Schuldaten haben, wurden bisher wissenschaftlich wenig untersucht.

## International
In anderen Ländern werden auch und vor allem Leistungsdaten und vergleichende Berichte veröffentlicht (z. B. Irland, Niederlande). Schulsuchfunktionen gibt es in zahlreichen Ländern (z. B. USA).

## Deutschland
Das Land Sachsen hat als erstes Bundesland Schulporträts als eine Form öffentlicher Berichterstattung eingeführt. Die sächsischen Schulporträts sind seit 2003 zunächst für die so genannten Mittelschulen und Gymnasien und seit 2005 für alle Schulformen in der Sächsischen Schuldatenbank online verfügbar.
Das Land Brandenburg hat seit Juli 2007 landesweit Schulporträts.
In anderen Bundesländern gibt es Schulsuchportale, z. B. in Berlin und Thüringen.
Ein umfangreiches Verzeichnis überregionaler Schuldatenbanken bietet der deutsche Bildungsserver.

## Kritik
Zu Beginn gab es in allen Bundesländern (auch bei kommerziellen Angeboten) Befürchtungen von Seiten der Gewerkschaften und schulischen Interessenverbänden, dass die zur Verfügung stehenden Daten zum Ranking von Schulen benutzt werden könnten. Diese Kritik ist bis heute nicht vollständig ausgeräumt.
Inhaltlich stehen Schulporträts in Konkurrenz zu Schulhomepages, die Schulen und Schulleben darstellen. Diese werden von Lehrern oder Eltern angefertigt.  Da die Gestaltung von Schulhomepages jedoch nicht normiert ist, sind Umfang an Information und Qualität der Darstellung unterschiedlich.